# Bleicher Alteichen-Nachtbock
Der Bleiche Alteichen-Nachtbock (Trichoferus pallidus) ist ein vom Aussterben bedrohter Käfer aus der Familie der Bockkäfer (Cerambycidae).

## Merkmale
Die Körperlänge der Käfer beträgt 10 bis 20 Millimeter. Das erste Glied der Fühler erreicht den Vorderrand des Halsschildes, die Augen sind ausgerandet und grob facettiert. Das dritte Glied der Fühler ist einfach. Der Halsschild ist schmaler als die Deckflügel, an den Seiten gerundet und oben oft mit dorsalen Erhabenheiten strukturiert. Die Deckflügel verlaufen parallel und sind meist mit einer doppelten Punktur versehen. Die Tarsen sind unten bebürstet und können eine feine Längsrinne besitzen. Die Käfer sind rötlich gelb gefärbt und unten dicht, oben dagegen fahlgelb behaart. Hinter der Mitte tragen die Flügeldecken eine bräunliche, nach hinten verwaschene scharf begrenzte Zeichnung. Diese ist nach vorn mit einer längeren und dichteren Behaarung umsäumt. Die Flügeldeckennaht ist ebenfalls dichter und heller behaart. Der Halsschild besitzt eine längliche Beule vor der Basis.

## Verbreitung und Lebensraum
Der Bleiche Alteichen-Nachtbock kommt in Mittel- und Westeuropa, auf der Krim und im Nordkaukasus vor. Lebensraum der Art sind sehr alte (absterbende) Eichen. Meist findet man ihn an Bäumen, die auch vom Großen Eichenbock (Cerambyx cerdo) befallen sind oder dort in der Nähe. 

Trichoferus pallidus gilt als Indikator für eine artenreiche Käfergemeinschaft und Urwaldreliktart.

## Biologie
Er ernährt sich nahezu monophag in alten Eichen. Er ist nachtaktiv, lichtsuchend und gilt als  wärmeliebend. Der Lebenszyklus dauert zwei bis drei Jahre.

## Bestand und Gefährdung
Trichoferus pallidus ist in Deutschland gefährdet (Rote Liste, Kategorie 3). Derzeit gibt es in Deutschland Fundorte in Baden-Württemberg, Hessen, Rheinland-Pfalz sowie Sachsen-Anhalt. Im Wald bei Lampertheim (Südhessen) wurde der Käfer zuerst 2004 gefunden. Auch 2008 und 2009 wurden dort einzelne Exemplare gesichtet.

## Synonyme und Systematik
Als Erstbeschreiber hatte Guillaume-Antoine Olivier (1756–1814) diesen Käfer im Jahre 1790 mit dem binominalen Namen Callidium pallidum versehen. Heute gehört er in die Gattung Trichoferus Wollaston, 1854.
Aus der Literatur sind weitere Synonyme bekannt:
- Hesperophanes pallidus
- Callidium pallidus
- Hesperoferus pallidus